# Екимовичи
 Екимовичи  — село в Смоленской области России, в Рославльском районе. Расположено в южной части области в 32 км к северо-востоку от районного центра, возле автодороги А101 Москва — Бобруйск (Белоруссия), на реке Десна.
Население — 1571 житель (2007 год).
Центр Екимовичского сельского поселения.

## Население
| 1959 | 1970  | 1979  | 1989  | 2002  | 2007  |
| ---- | ----- | ----- | ----- | ----- | ----- |
| 1398 | ↗2540 | ↗2940 | ↘2169 | ↘1575 | ↘1571 |

## История
В 1929—1961 годах было центром Екимовичского района Смоленской области.

## Экономика
Хладокомбинат (сейчас законсервирован) и лесоперерабатывающее предприятие.

## Достопримечательности
- Братская могила советских воинов[6]